# The Screen Guild Theater
The Screen Guild Theater – amerykańska, cotygodniowa seria antologii radiowych nadawana pierwotnie w CBS Radio pod nazwą Screen Guild Players. Była emitowana w latach 1939–1952, w okresie tzw. złotej ery radiowej. Wiodące hollywoodzkie gwiazdy filmowe występowały w programie, dokonując adaptacji znanych sztuk i filmów. Antologia zadebiutowała w CBS Radio 8 stycznia 1939. Była nadawana pod różnymi nazwami, w tym m.in. The Gulf Screen Guild Show, The Gulf Screen Guild Theatre, The Lady Esther Screen Guild Theatre i The Camel Screen Guild Players. Wynagrodzenia wypłacane aktorom i studiom przekazywano na rzecz Motion Picture & Television Fund (MPTF) oraz wykorzystywano je na budowę i utrzymanie Motion Picture & Television Country House and Hospital, domu dla emerytowanych osób, związanych ze społecznością Hollywood.
W trakcie 13 lat nadawania The Screen Guild Theater, łącznie wyemitowano 527 odcinków w 14 seriach.

## Historia
Program radiowy Screen Guild Players utworzono z myślą o zbieraniu środków na rzecz funduszu Motion Picture & Television Fund (MPTF), powstałego 24 grudnia 1924. Już wcześniej, poprzez utworzenie stowarzyszenia Motion Picture Association of America (MPAA), podejmowano próby pomocy rodzinom osób z branży Hollywood, które zostały powołane lub zaciągnęły się do służby wojskowej. Stowarzyszenie rozpadło się pod koniec I wojny światowej. Następnym krokiem było utworzenie The Motion Picture Relief Fund, jednak jego wydatki w latach 1924–1938 znacznie przekraczały przychody, co doprowadziło do reorganizacji. W pierwszym roku zreorganizowanego funduszu, Jules C. Stein – założyciel MCA Inc. – przedstawił prezesom Motion Picture & Television Fund oraz Screen Actors Guild (SAG) pomysł na zbieranie pieniędzy. Zaproponował, by przemysł filmowy zaprezentował program radiowy z wpływów wniesionych do funduszu. Zgodnie z przedstawioną propozycją, aktorzy i reżyserzy poświęcaliby swój czas, a scenarzyści i producenci zezwalaliby na wykorzystanie należących do nich materiałów. Zawarto też specjalną umowę, na mocy której sponsor był zobowiązany do wypłacania funduszowi z góry ustalonej tygodniowej stawki.
Antologia Screen Guild Players zadebiutowała w stacji CBS Radio w niedzielę 8 stycznia 1939 o godzinie 16:30 czasu pacyficznego. Początkowo format programu był dostosowany do talentów wykonawców występujących w każdym konkretnym odcinku. Zapewniało to dużą różnorodność, ponieważ nadawano rewie, musicale oraz dramaty. Spotkało się to z mieszanym odbiorem ze strony słuchaczy. Z czasem program Screen Guild Players bardziej polegał na adaptacjach znanych produkcji filmowych, stanowiąc – według Johna Dunninga, autora książki On the Air: The Encyclopedia of Old-Time Radio (1998) – poważne wyzwanie dla scenarzystów; musieli oni bowiem do 22 minut skompresować narrację. Mimo tego audycja cieszyła się rosnącym zainteresowaniem, a aktorzy coraz chętniej brali w niej udział. W rezultacie liczba adaptacji filmów prezentowanych na antenie programu zaczęła rosnąć. Konsekwencją tego była zmiana nazwy ze Screen Guild Players na The Screen Guild Theater, odzwierciedlając tym samym coraz częstsze wykorzystywanie adaptacji dramatycznych.
Głównym sponsorem pierwszych trzech serii (1939–1942) było Gulf Oil. Z powodu niepewności na rynku ropy, związanej z wybuchem II wojny światowej, firma ta wycofała się z finansowania w 1942. Kolejnym sponsorem została korporacja kosmetyczna Lady Esther – co wiązało się ze zmianą nazwy na The Lady Esther Screen Guild Theater. W owych latach audycja znajdowała się w czołowej dziesiątce najlepszych programów radiowych w Stanach Zjednoczonych. Kryzys w branży kosmetycznej spowodował, że Lady Esther wycofał się ze sponsorowania w 1947. Trzyletni kontrakt podpisała firma Camel. Z powodu zmiany czasu nadawania, program zaczął tracić słuchaczy. Jesienią 1950 powrócił na antenę CBS, gdzie był emitowany do 30 czerwca 1952, kiedy to nadano ostatni odcinek cyklu.
Szacuje się, że w ciągu 13 lat nadawania, The Screen Guild Theater zarobił na rzecz Motion Picture & Television Fund 5 mln 235 tys. 607 dolarów. Część tej kwoty trafiła na utrzymanie Motion Picture & Television Country House and Hospital – domu starości dla ludzi ze społeczności Hollywood, położonego w dzielnicy Los Angeles w Kalifornii – Woodland Hills.
Gospodarzami The Screen Guild Theater byli George Murphy (1939) i Roger Pryor (1940–1952). Funkcję spikera pełnili John Conte (1939–1942), Truman Bradley (1942–1947) oraz Michael Roy (1947–1950). W trakcie 13 lat nadawania The Screen Guild Theater, łącznie wyprodukowano i wyemitowano 527 odcinków w 14 seriach.

## Artyści występujący w programie

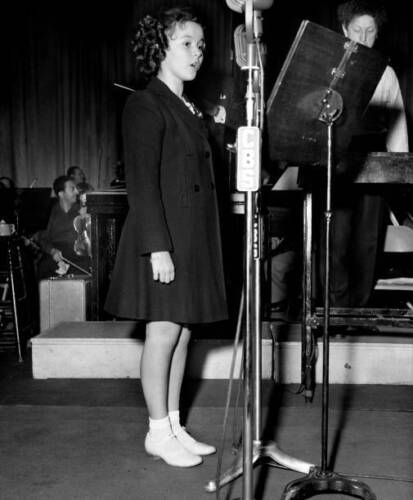
Shirley Temple w trakcie nagrania adaptacji filmu Błękitny kwiat, 24 grudnia 1939

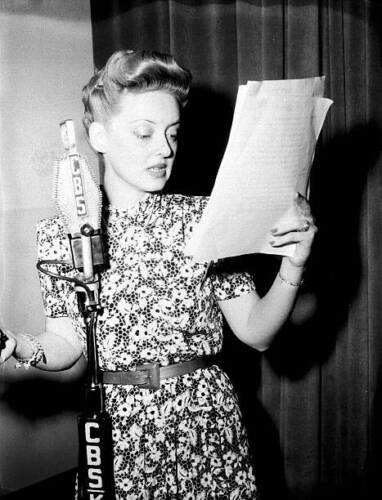
Bette Davis w trakcie nagrania w programie The Screen Guild Theater (lata 40.)

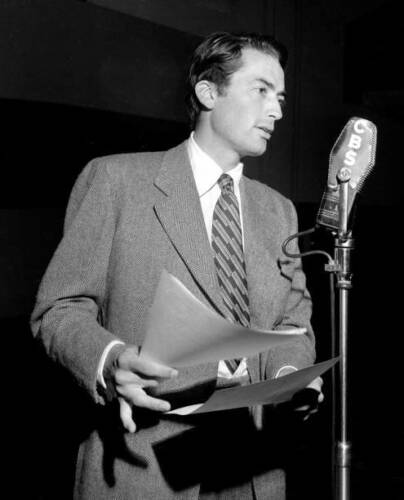
Gregory Peck w trakcie nagrania w programie The Screen Guild Theater (lata 40.)

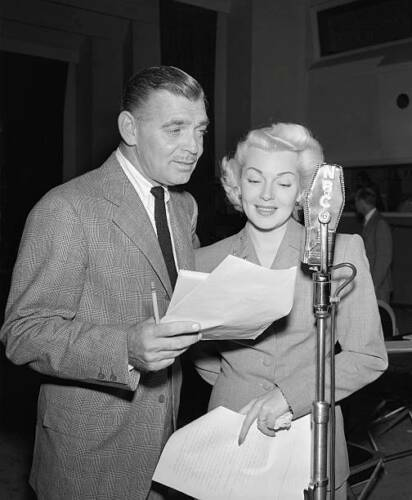
Clark Gable i Lana Turner podczas nagrania w The Screen Guild Theater (1949)

Wśród aktorów występujących w programie na przestrzeni lat byli m.in.:
- Agnes Moorehead
- Barbara Stanwyck
- Basil Rathbone
- Bette Davis
- Betty Grable
- Bing Crosby
- Bob Hope
- Burgess Meredith
- Carole Lombard
- Cary Grant
- Charles Boyer
- Charles Laughton
- Claire Trevor
- Clark Gable
- Claudette Colbert
- Constance Bennett
- Dick Powell
- Dinah Shore
- Douglas Fairbanks Jr.
- Eddie Cantor
- Edward G. Robinson
- Errol Flynn
- Ethel Barrymore
- Frank Sinatra
- Fred Astaire
- Fred MacMurray
- Gary Cooper
- Gene Kelly
- George Burns
- George Irving
- George Raft
- Ginger Rogers
- Gregory Peck
- Greer Garson
- Hedy Lamarr
- Helen Hayes
- Henry Fonda
- Humphrey Bogart
- Ingrid Bergman
- Irene Dunne
- James Cagney
- James Stewart[8]
- Jane Wyman
- Jean Hersholt
- Jeanette MacDonald
- Jimmy Durante
- Joan Bennett
- Joan Crawford
- Joan Fontaine
- Joel McCrea
- John Barrymore
- Johnny Mercer
- Judy Garland
- Kay Francis
- Lana Turner
- Laurence Olivier
- Leslie Howard
- Lionel Barrymore
- Loretta Young
- Marlene Dietrich
- Martha Scott
- Mary Boland
- Mary Pickford
- Melvyn Douglas
- Mickey Rooney
- Miriam Hopkins
- Myrna Loy
- Nelson Eddy
- Norma Shearer
- Olivia de Havilland
- Orson Welles
- Paul Muni
- Paulette Goddard
- Priscilla Lane
- Ralph Bellamy
- Robert Montgomery
- Robert Taylor
- Ronald Colman
- Rosalind Russell
- Spencer Tracy
- Susan Hayward
- Vivien Leigh
- Walter Brennan
- Walter Pidgeon
- Warren William
- William Powell

## Ważniejsze audycje
„Tabela z najważniejszymi wydarzeniami zmieściłaby się na wielu stronach” – pisał historyk radia John Dunning, który wymienia następujące ważne audycje The Screen Guild Theater:
- Błękitny ptak (1940, reż. Walter Lang) – z udziałem Shirley Temple[a] i Nelsona Eddy’ego (24 grudnia 1939)[5]
- High Sierra (1941, reż. Raoul Walsh) – z udziałem Humphreya Bogarta i Claire Trevor (4 stycznia 1942)[5]
- Sierżant York (1941, reż. Howard Hawks) – z udziałem Gary’ego Coopera i Waltera Brennana (19 stycznia 1942)[5]
- Yankee Doodle Dandy (1942, reż. Michael Curtiz) – z udziałem Jamesa Cagneya, Rity Hayworth i Betty Grable (19 października 1942)[6]
- Decyzja na komendę (1942, reż. Sam Wood) – z udziałem Clarka Gable’a, Waltera Pidgeona, Vana Johnsona, Johna Hodiaka, Edwarda Arnolda i Briana Donlevya (3 marca 1949)[7]

Seria zyskała w sezonie 1950/1951, gdy była nadawana na antenie ABC i wydłużono czas jej trwania do pełnej godziny. Niewiele audycji przetrwało w zbiorach radiowych:
- Z jasnego nieba (1949, reż. Henry King) – z udziałem Gregory’ego Pecka, Warda Bonda, Reeda Hadleya, Millarda Mitchella, Johna Kellogga i Hugh Marlowe’a (7 września 1950)[10]
- Ninoczka (1939, reż. Ernst Lubitsch) – z udziałem Joan Fontaine i Williama Powella (14 września 1950)[10]
- Champagne for Caesar (1950, reż. Richard Whorf) – z udziałem Ronalda Colmana, Vincenta Price’a, Audrey Totter, Barbary Britton i Arta Linklettera (5 października 1950)[10]
- Tell It to the Judge (1949, reż. Norman Foster) – z udziałem Rosalind Russell i Roberta Cummingsa (2 listopada 1950)[10]
- Birth of the Blues (1941, reż. Victor Schertzinger) – z udziałem Binga Crosby’ego, Dinah Shore i Phila Harrisa (18 stycznia 1951)[3][10]

## Historia transmisji i nazw
Opracowano na podstawie materiału źródłowego:

CBS (8 stycznia 1939–28 czerwca 1948) jako:
- The Gulf Screen Guild Show (1939–1940)
- The Gulf Screen Guild Theatre (1940–1942)
- The Lady Esther Screen Guild Theater (1942–1947)
- The Camel Screen Guild Players (1947–1948)

NBC (7 października 1948–29 czerwca 1950)
- The Camel Screen Guild Players

ABC (7 września 1950–31 maja 1951)
- The Screen Guild Players

CBS (13 grudnia 1951–14 czerwca 1952)
- Stars in the Air

CBS (13 grudnia 1951–6 marca 1952)
- Hollywood Sound Stage and Hollywood on Stage

CBS (13 marca–29 czerwca 1952)
- The Screen Guild Theater